# Königstraße 2 (Torgelow)

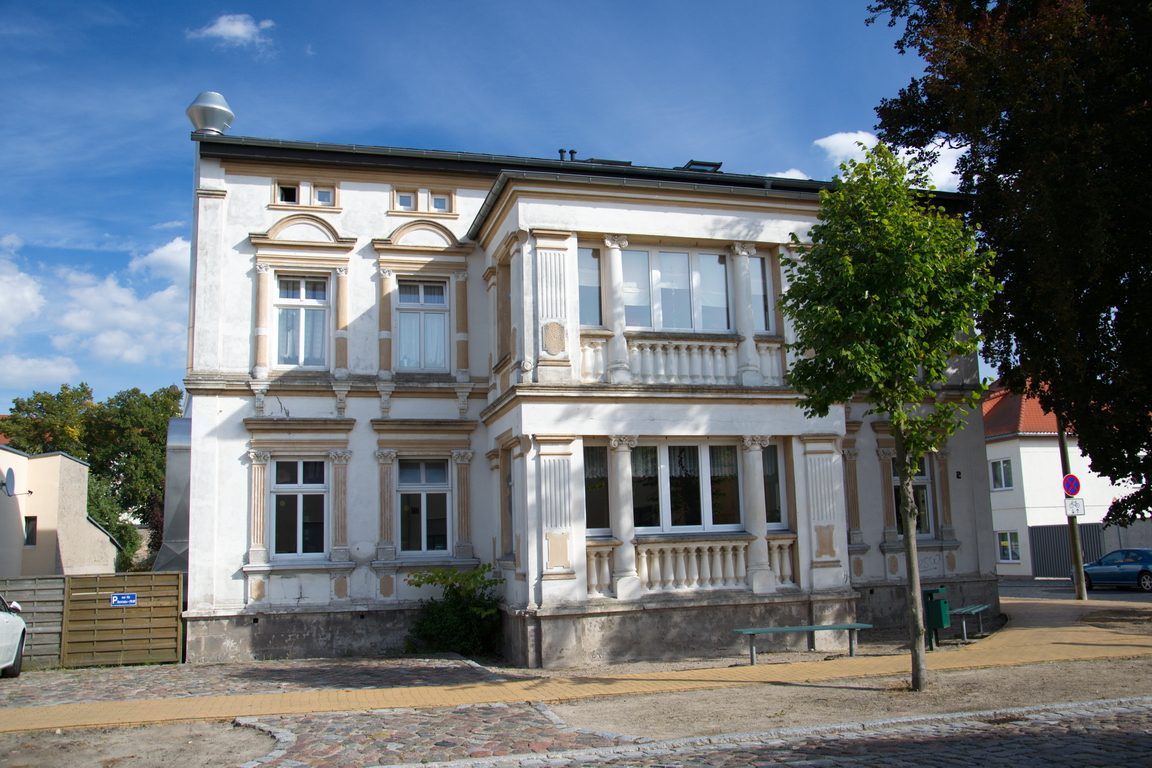

Das Wohnhaus Königstraße 2 in Torgelow (Mecklenburg-Vorpommern), Ecke Goethestraße, stammt aus dem 19. Jahrhundert.
Das Gebäude steht unter Denkmalschutz.

## Geschichte
Die Stadt Torgelow mit 8972 Einwohnern (2020) wurde 1281 erstmals erwähnt.
Das zweigeschossige historisierende verputzte villenartige Gebäude im neoklassizistischen Stil mit einem Mezzaningeschoss, dem dominanten Vorbau mit seitlichen Pilastern und ionischen Säulen und den ionischen Halbsäulen an den Fensterlaibungen wurde in der Gründerzeit gebaut.
In dem um 2000 sanierten Haus befindet sich heute eine sozialtherapeutische Wohngruppe der Volkssolidarität Uecker-Randow.